# José María Carreño Bermúdez
José María Carreño Bermúdez (Tarifa, província de Cadis, 1943 - Madrid, 1996) és un director i crític de cinema espanyol. Va començar publicant crítiques de cinema a les revistes Film ideal, Fotogramas, Casablanca i al diari El independiente. En les acaballes del franquisme va començar a treballar com a guionista a TVE alhora que dirigia el seu primer curtmetratge, Abismo (1972). El 1980 va publicar un estudi sobre Alfred Hitchcock i el 1982 va fer un petit paper com a actor a Pares y nones de José Luis Cuerda.
El 1990 va debutar com a director de cinema amb el llargmetratge Ovejas negras, una comèdia negra on critica l'educació religiosa a Espanya i que denota influències de Hitchcock i Luis Buñuel, amb la que fou nominat al Goya al millor director novell. Després fou guionista i director d'un episodi de la sèrie Crónicas del mal (1992) i Serie negra (1994).